# 宮侯
宮侯（きゅうこう、生没年不詳）は、西周時代の蔡の君主。蔡伯荒の子で、蔡伯荒の後を受けて蔡国の君主となった。